# 赫伯特·查普曼
赫伯特·查普曼（英語：Herbert Chapman，1878年1月19日—1934年1月6日）是一名英格蘭職業足球員及領隊。雖然球員生涯表現不突出，但帶領20世紀初期的阿仙奴成為一支勁旅，是兵工廠球隊發展歷史上的最強領隊之一，也是兵工廠成爲英格蘭豪門球會的重要推動人物。1934年因肺炎在英國猝死。
赫伯特的曾孫為英国倫敦節奏藍調男子音樂組合BLUE的成員鄧肯·詹姆士。

## 榮譽

### 教練生涯
哈特斯菲爾德
- 英格蘭足總盃冠軍：1921/22年
- 舊英格蘭甲級聯賽（英语：Football League First Division）冠軍(2次)：1923/24年，1924/25年

兵工廠
- 英格蘭足總盃冠軍：1929/30年
- 舊英格蘭甲級聯賽（英语：Football League First Division）冠軍(2次)：1930/31年，1932/33年

## 延伸閱讀
- Chapman, Herbert and Graves, John (ed.). . Robert Blatchford. 2007 [1934]. ISBN 978-0955239908.

## 外部連結
- Biography and Times obituary （页面存档备份，存于）
- Biography at Leeds United history site （页面存档备份，存于）
- Herbert Chapman profile on Arsenal-land